# La hermana pequeña
La hermana pequeña es una novela escrita por Raymond Chandler, publicada en 1949. Es la quinta dentro de las series del inspector Philip Marlowe. La historia está ambientada en Los Ángeles, en la década de 1940. 

## Resumen
La historia comienza cuando Orfamy Quest telefonea a la oficina del detective privado Philip Marlowe y luego accede a su oficina en un encuentro casual. Orfamy Quest es: "una niña ordenada, pequeña y con el cabello castaño y liso" proveniente de Manhattan, Kansas, que ha ido a Los Ángeles en busca de su hermano mayor, Orrin. Orrin acababa de llegar de la cercana ciudad Bay City (una ciudad ficticia que aparece en varias novelas de Chandler) donde trabajó como ingeniero en Cal-Western Aircraft Company. Orrin en los últimos meses había dejado de escribirle a su hermana menor y también a su madre. Orfamy le describe su preocupación al detective y le pide que encuentre el paradero de su hermano con las pocas pistas que posee. El caso se desarrolla en un misterio de varios asesinatos. 
Durante la búsqueda de Orrin, Marlowe se encuentra con aspirantes a estrellas de cine, gánsteres, etc.

## Adaptaciones en el cine y la radio
- La novela fue adaptada para la película Marlowe, protagonizada por James Garner como el detective Philip Marlowe.

- La novela fue adaptada para la radio por Bill Morrison y dirigida por John Tydeman y transmitida en BBC Radio 4  el 5 de diciembre de 1977, protagonizada por  Ed Bishop como el detective  Marlowe.

- Otra adaptación fue hecha por Stephen Wyatt y dirigida por Claire Grove, y transmitida por la BBC Radio 4 el 15 de octubre de 2011, protagonizada por Toby Stephens como Marlowe.